# Rajmund Berengar II
Rajmund Berengar II zwany Lnianogłowym (hiszp. Ramón Berenguer II Cabeza de Estopa/katal. Ramón Berenguer II Cap d'Estopes; ur. w 1053/4 roku, zm. 5 grudnia 1082 roku w Sant Feliu de Buixalleu koło Girony) – hrabia Barcelony od 1076 do 1082 razem z bratem-bliźniakiem Berengarem Rajmundem II jako współrządca.

## Pochodzenie
Urodził się jako syn Rajmunda Berengara I Starego (hrabiego Barcelony w latach 1035–1076) oraz jego trzeciej żony Almodis, córki Bernarda I z La Marche. Miał brata-bliźniaka Berengara Rajmunda II, co jest rzadką sytuacją w rodzinach królewskich. Ich starszy brat, Piotr Rajmund, został wygnany po 1073, gdy zabił Almodis, i tym samym bracia bliźniacy zostali dziedzicami hrabstwa. Kronika San Juan de la Peña opisuje go jako: nadzwyczaj śmiałego i odważnego, uprzejmego, przyjemnego, pobożnego, radosnego, hojnego i atrakcyjnie wyglądającego. Ze względu na bardzo gęste włosy na czubku głowy znany był jako Cap d'Estop, czyli mający włosy koloru lnu.

## Panowanie razem z bratem
Intencją Rajmunda Berengara I było to, by bracia rządzili wspólnie (pro indiviso) Barceloną, Gironą i Osoną. Nie było to możliwe ze względu na otwarty konflikt między braćmi o władzę. Do zwierzchniej roli pretendował Rajmund Berengar jako urodzony najpierw. Pod koniec 1077 roku papież Grzegorz VII wysłał Amata de Olorón, w celu zdobycia poparcia dla swych reform, ale także, by zażegnać konflikt między braćmi. Dwa lata później bracia zgodzili się, że będą mieszkać po sześć miesięcy w roku naprzemiennie w pałacu i administrować terytorium. Wspólnie mieli wydawać wyroki czy otrzymywać przychody z podatków. Jednak w 1080 roku Berengar Rajmund II zajął Carcassonne, Razès oraz zamki Barberá. Prawdopodobnie Lnianogłowy był przeciwnikiem podziału dziedzictwa, co zaogniło ich konflikt.
W 1077 roku wyruszył na wojnę przeciw muzułmańskim władcom Sewilli (i należącej do niej Murcji), Toledo, Grenady i Malagi. Jako że te państwa były sojusznikami Alfonsa VI Mężnego, zakończyła się ona niepowodzeniem. W 1078 roku na krótko oddał swego brata jako zabezpieczenie za uciekinierów i pojmanego króla z taify Lleida.
W 1081 roku do Barcelony przybył sławny rycerz Cyd, skłócony z królem Kastylii i Leónu Alfonsem VI. Zaoferował swą pomoc w walce z muzułmanami, ale spotkał się z obojętnością rządzących. Wobec tego opuścił Barcelonę i oddał się w usługi emira Saragossy, al-Muqtadira. Bracia zawiązali sojusz z panem Urgell i islamskim władcą Lleidy do walki z Saragossą. Udało się odbić Sidamon, Torregrossa i Conca de Barbera, a także zasiedlić rejon L'Espluga de Francolí, gdzie do 1079 pojawiła się duża populacja chrześcijan. W 1082 Rajmund Berengar w bitwie pod Almenar pokonał wrogą armię pod dowództwem Cyda i wziął go w niewolę na kilka miesięcy. Jednocześnie Berengar Rajmund trafił do niewoli, z której zapewne został wykupiony za znaczną sumę. Później Cyd zasłynął walcząc ponownie dla chrześcijan, a jego córka wyszła za Rajmunda Berengara III.

## Śmierć
Rajmund Berengar II zmarł podczas polowania w 1082 roku w niejasnych okolicznościach. O zlecenie zabójstwa podejrzewa się brata bliźniaka, któremu historiografia nadała przydomek Bratobójca, choć wydatnie przyczynił się do rozwoju terytorialnego hrabstwa. Ciało hrabiego przetransportowano do Girony i pochowano w tamtejszej katedrze. Jedyny syn, Rajmund Berengar III, został po jego śmierci współwładcą hrabstwa, a po osiągnięciu pełnoletniości wygnał stryja (lub ten samowolnie udał się na krucjatę).

## Pochówek

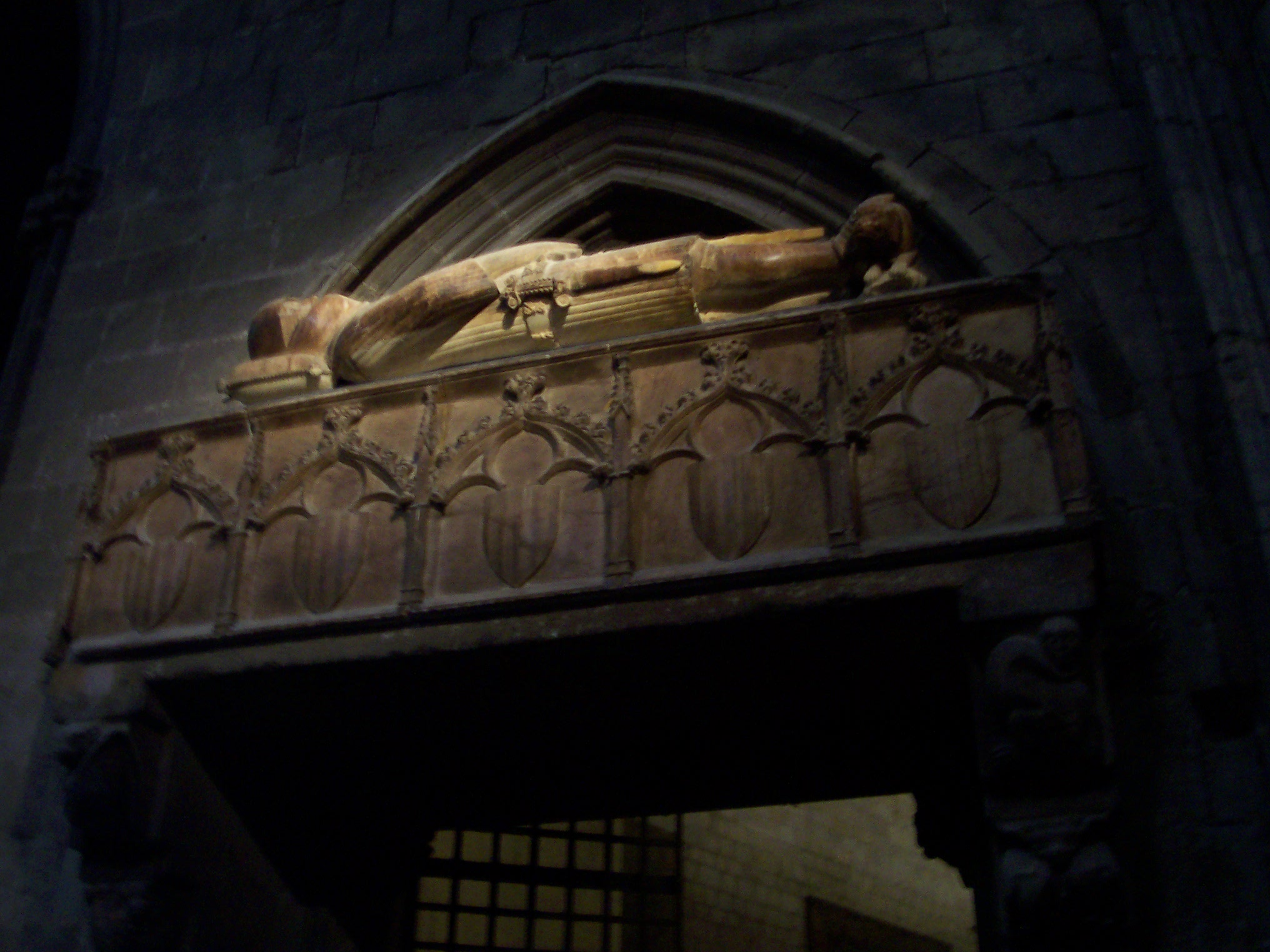
Grobowiec Rajmunda Berengara II w katedrze w Gironie

Grobowiec został odnaleziony dopiero w 1982 roku. Zachowany był w dobrym stanie, a na bokach wyrzeźbione były tarcze z czterema pionowymi pasami, co przypomina herb Aragonii. Część badaczy sądzi, że to pierwsze zachowane przedstawienie tegoż herbu i że pochodzi on z Katalonii, a nie Aragonii. Większość odrzuca tę tezę, twierdząc, że owe tarcze zostały dodane w 1385 roku za panowania Piotra IV Aragońskiego, gdy grobowiec przenoszono.

## Małżeństwa i potomstwo
Wiadomo, że przed 6 czerwca 1078 został mężem Mahalty (Matyldy de Hauteville/z Apulii; ur. po 1058 - zm. 1111/2), córki Roberta Guiscarda (księcia Apulii i Kalabrii) oraz Siszelgajty. Małżeństwo to miało zacieśnić więzy katalońskie z innymi państwami Basenu Morza Śródziemnego. Małżonkowie razem mieli tylko jednego syna Rajmunda Berengara III Wielkiego, który urodził się bardzo krótko przed śmiercią ojca i został jego następcą. Matylda po morderstwie męża uciekła i została żoną Aimery I, wicehrabiego Narbonne. Została matką jego następcy, Aimery II. Spekuluje się (na podstawie imienia), że być może mieli też córkę Almodis (zm. 1140), żonę Bernata Amata, władcy Cardona. Być może kolejną jego córka była Mafalda, żona Arnaldo Guglielmo, władcy Fenollet.